# Manuel Parada
Manuel Parada de la Puente (San Felices de los Gallegos, Salamanca, 26 de junio de 1911 - Madrid, 10 de julio de 1973) fue un músico cinematográfico y teatral español.

## Biografía
Comenzó sus estudios musicales en Salamanca, en el colegio de monjas donde estudiaba. Su padre, médico de profesión, quería que estudiase derecho. Sin embargo, Manuel Parada abandonó los estudios de derecho y se dedicó de lleno a la composición. Finalizó sus estudios musicales en el Real Conservatorio de Madrid.
En el conservatorio madrileño fue discípulo de Conrado del Campo, que también fue maestro de compositores tan dispares como Evaristo Fernández Blanco, Federico Moreno Torroba, Jacinto Guerrero, Salvador Bacarisse o Miguel Alonso. 
Durante la guerra civil española, Manuel Parada se incorporó a las filas nacionales, aunque nunca fue destinado al frente y desempeñó el puesto de pianista en una banda militar. Tras la guerra civil, gracias a su amistad con José Luis Sáenz de Heredia, inició su primera colaboración en el cine con la película Raza (1941). En esta película, cuyo guion había escrito el propio Francisco Franco Bahamonde, no se escatimaron los medios económicos para su realización y Manuel Parada contó con el concurso de los profesores de la Orquesta Nacional, la Sinfónica y la Filarmónica. 
A principios de los años cuarenta contrae matrimonio y de dedica plenamente a la composición para el cine. Es uno de los compositores cinematográficos más prolíficos de España, junto a Juan Quintero Muñoz o Jesús García Leoz, y en su catálogo figuran más de doscientas obras. Parada llegó a componer más de diez bandas sonoras por año y se encargaba tanto de la composición como de la orquestación.
Ocupó diferentes puestos de gestión en la Sociedad General de Autores de España, entre ellos el cargo de vicepresidente. En el año 1960 recibió un premio del Círculo de Escritores Cinematográficos por el conjunto de su obra musical para el cine.
Los dos directores con los que más colaboró fueron José Luis Sáenz de Heredia y Rafael Gil. También puso música a películas de Antonio Román, José María Forqué, Edgar Neville, Alfonso Paso, Jerónimo Mihura, Ramón Torrado, Ladislao Vajda, etc.
Hay una clara diferencia entre su estilo de los años cuarenta y cincuenta, y su estilo de los años sesenta y setenta. En los años cuarenta y cincuenta exhibe un estilo sinfónico-romántico apoyado en la gran orquesta sinfónica. A partir de los sesenta, emplea conjuntos instrumentales más reducidos e influenciados por la música popular, en concreto por el jazz y el pop. Su música se vuelve más inmediata y sencilla.
Además de música cinematográfica, compuso música para el teatro. Realizó, por ejemplo, la música que acompañó la adaptación que José María Pemán hizo de la Antígona de Sófocles. También compuso música para Don Gil de las calzas verdes, Don Juan Tenorio, El burgués gentilhombre, etcétera.
También compuso diversas obras para el teatro lírico, como Contigo siempre, con libreto de Fernández Shaw; El caballero de Barajas, con libreto de José López Rubio; La cuarta de A. Polo, con libreto de Carlos Llopis; Las hijas de Helena, con libreto de José Fernández Díez; El corderito verde, de Álvaro de la Iglesia; Río Magdalena, opereta escrita por Alfonso Paso, o La canción del mar, zarzuela con libreto de Antonio Quintero.
Además de la música para el cine y la música teatral, compuso un poema sinfónico titulado Tres momentos charros, escrito en su juventud.
Así como las canciones Dos primaveras, con letra de Joaquín Álvarez Quintero (1941); Anteprimavera, letra de Juan Ramón Jiménez (1956), y Rianxeira, escrita por José Ramón Fernández Oxea (1959)
Como dato curioso, hay que añadir que es el autor de la famosa música de cabecera de Noticiarios y Documentales; más conocido como NO-DO, cuya primera proyección fue en enero de 1943, prolongándose hasta 1981.

## Filmografía parcial
- Raza (José Luis Sáenz de Heredia, 1942)
- El escándalo (José Luis Sáenz de Heredia, 1943)
- El camino de Babel (Jerónimo Mihura, 1945)
- Los últimos de Filipinas (Antonio Román, 1945)
- La fe (Rafael Gil, 1947)
- La calle sin sol (Rafael Gil, 1948)
- La vida encadenada (Antonio Román, 1948)
- El capitán de Loyola (José Díaz morales, 1949)
- El Sótano (Jaime de Mayora, 1949)
- El Litri y su sombra (Rafael Gil, 1960)
- Don Lucio y el hermano Pío (José Antonio Nieves Conde, 1960)
- Maribel y la extraña familia (José María Forqué, 1960)
- Teresa de Jesús (Juan de Orduña, 1961)
- Los dos golfillos (Antonio del Amo, 1961)
- Ella y los veteranos (Ramón Torrado, 1961)
- Cristo negro (Ramón Torrado, 1963)
- El sol en el espejo (Antonio Román, 1963)
- Plaza de Oriente (Mateo Cano, 1963)
- Bienvenido, padre Murray (Ramón Torrado, 1964)
- Currito de la Cruz (Rafael Gil, 1965)

## Premios
Medallas del Círculo de Escritores Cinematográficos
| Año  | Categoría                 | Película            | Resultado |
| ---- | ------------------------- | ------------------- | --------- |
| 1948 | Medalla a la mejor música | La vida encadenada  | Ganador   |
| 1960 | Medalla a la mejor música | Conjunto de su obra | Ganador   |